# Fatih (Pendik)
Pour les articles homonymes, voir Fatih.
Fatih est un quartier du district de Pendik de la métropole d'Istanbul.